# Episodi de Il medico di campagna (nona stagione)
La nona stagione della serie televisiva Il medico di campagna è stata trasmessa in anteprima in Germania dalla ZDF tra il 2 aprile 1999 e l'11 giugno 1999.
| nº | Titolo originale                | Titolo italiano | Prima TV Germania | Prima TV Italia |
| -- | ------------------------------- | --------------- | ----------------- | --------------- |
| 1  | Unter vier Augen                |                 | 2 aprile 1999     |                 |
| 2  | Tür zu Licht aus                |                 | 9 aprile 1999     |                 |
| 3  | Das Mädchen von der Tankstelle  |                 | 16 aprile 1999    |                 |
| 4  | Der Strahlenbündler             |                 | 30 aprile 1999    |                 |
| 5  | Skandal in Deekelsen            |                 | 7 maggio 1999     |                 |
| 6  | Trautes Heim                    |                 | 14 maggio 1999    |                 |
| 7  | So geht das nicht weiter        |                 | 21 maggio 1999    |                 |
| 8  | In barer Münze                  |                 | 28 maggio 1999    |                 |
| 9  | Siebenundzwanzig Stunden am Tag |                 | 4 giugno 1999     |                 |
| 10 | Hering satt                     |                 | 11 giugno 1999    |                 |